# Agabus disintegratus
Agabus disintegratus es una especie de escarabajo del género Agabus, familia Dytiscidae. Fue descrita por Crotch en 1873.
El adulto mide 6.3-8 mm, la larva 15-17.4 mm. La cabeza y el pronoto son rojizos, los élitros, amarillentos a marrones, con tres bandas longitudinales negruzcas. Habita en América del Norte, excepto al norte de las montañas Rocosas.